# Колыбельная для кошки
«Колыбельная для кошки» — совместный студийный альбом Рады Анчевской, лидера группы «Рада и Терновник» и Александра Марченко, который придумал все аранжировки и сыграл на всех инструментах. Диск был записан в 2008 году и выпущен в том же на инди-лейбле Выргород.

## Список композиций
Все песни написаны Радой Анчевской
| №   | Название                   | Длительность |
| --- | -------------------------- | ------------ |
| 1.  | «Ясный сокол»              | 4:25         |
| 2.  | «Чёрные окна»              | 3:43         |
| 3.  | «Алый всадник»             | 3:32         |
| 4.  | «Осень»                    | 2:51         |
| 5.  | «Отраженье во сне»         | 3:41         |
| 6.  | «Песочный человек»         | 2:55         |
| 7.  | «Ангел мой светлый»        | 3:02         |
| 8.  | «Пещеры подземные»         | 3:54         |
| 9.  | «Белый волк»               | 4:58         |
| 10. | «Романс»                   | 2:48         |
| 11. | «Дары»                     | 1:55         |
| 12. | «О Москве»                 | 3:36         |
| 13. | «Растворяя затворы словом» | 3:47         |
| 14. | «Сеятель»                  | 4:31         |

## Участники записи
- Рада Анчевская — вокал
- Александр Марченко — перкуссия, гитара, вибрафон, флейта, орган, рояль, губная гармоника, акустическая бас-гитара